# Bitwa nad rzeką Mhlatuze
Bitwa nad rzeką Mhlatuze – starcie zbrojne, które miało miejsce w roku 1819.
Bitwa była decydującym starciem pomiędzy plemionami Zulusów i Ndwandwe. Zakończyła się ona zdecydowanym zwycięstwem wojsk Czaki, którego armia doszczętnie rozbiła wroga, a niedobitków przegnała w rejon dzisiejszego Suazi. Wódz plemienia Ndwandwe – Zwide – zdołał uciec, ale nie udało mu się już nigdy odbudować potęgi Ndwande. Zwycięstwo umożliwiło Czace dominację nad całym spornym regionem.